# Juvigny (Alta Savoia)
Juvigny és un municipi francès situat al departament de l'Alta Savoia i a la regió d'Alvèrnia-Roine-Alps. L'any 2007 tenia 632 habitants.

## Demografia

### Població
El 2007 la població de fet de Juvigny era de 632 persones. Hi havia 249 famílies de les quals 48 eren unipersonals (24 homes vivint sols i 24 dones vivint soles), 79 parelles sense fills, 102 parelles amb fills i 20 famílies monoparentals amb fills.
La població ha evolucionat segons el següent gràfic:
Habitants censats

### Habitatges
El 2007 hi havia 277 habitatges, 245 eren l'habitatge principal de la família, 13 eren segones residències i 19 estaven desocupats. 233 eren cases i 42 eren apartaments. Dels 245 habitatges principals, 216 estaven ocupats pels seus propietaris, 23 estaven llogats i ocupats pels llogaters i 6 estaven cedits a títol gratuït; 1 tenia una cambra, 4 en tenien dues, 39 en tenien tres, 53 en tenien quatre i 147 en tenien cinc o més. 236 habitatges disposaven pel capbaix d'una plaça de pàrquing. A 80 habitatges hi havia un automòbil i a 161 n'hi havia dos o més.

### Piràmide de població
La piràmide de població per edats i sexe el 2009 era:
| Homes | Edats   | Dones |
| ----- | ------- | ----- |
| 0     | 95 o +  | 0     |
| 0     | 90 a 94 | 0     |
| 0     | 85 a 89 | 4     |
| 8     | 80 a 84 | 0     |
| 8     | 75 a 79 | 8     |
| 4     | 70 a 74 | 8     |
| 16    | 65 a 69 | 12    |
| 12    | 60 a 64 | 4     |
| 20    | 55 a 59 | 28    |
| 28    | 50 a 54 | 40    |
| 32    | 45 a 49 | 28    |
| 16    | 40 a 44 | 16    |
| 8     | 35 a 39 | 8     |
| 16    | 30 a 34 | 12    |
| 12    | 25 a 29 | 16    |
| 20    | 20 a 24 | 16    |
| 16    | 15 a 19 | 12    |
| 12    | 10 a 14 | 16    |
| 20    | 5 a 9   | 20    |
| 4     | 0 a 4   | 8     |

## Economia
El 2007 la població en edat de treballar era de 447 persones, 324 eren actives i 123 eren inactives. De les 324 persones actives 306 estaven ocupades (169 homes i 137 dones) i 18 estaven aturades (11 homes i 7 dones). De les 123 persones inactives 32 estaven jubilades, 53 estaven estudiant i 38 estaven classificades com a «altres inactius».

### Ingressos
El 2009 a Juvigny hi havia 239 unitats fiscals que integraven 621 persones, la mediana anual d'ingressos fiscals per persona era de 29.612 €.

### Activitats econòmiques
Dels 23 establiments que hi havia el 2007, 1 era d'una empresa alimentària, 1 d'una empresa de fabricació de material elèctric, 10 d'empreses de construcció, 2 d'empreses de comerç i reparació d'automòbils, 1 d'una empresa d'hostatgeria i restauració, 2 d'empreses financeres, 3 d'empreses de serveis, 1 d'una entitat de l'administració pública i 2 d'empreses classificades com a «altres activitats de serveis».
Dels 9 establiments de servei als particulars que hi havia el 2009, 1 era un paleta, 1 guixaire pintor, 1 fusteria, 2 lampisteries, 3 electricistes i 1 restaurant.

## Equipaments sanitaris i escolars
El 2009 hi havia una escola elemental.

## Poblacions més properes
El següent diagrama mostra les poblacions més properes.